# 米雪·拉莎·迪·比圖
米雪·拉莎·迪·比圖（葡萄牙語：Michelle Larcher De Brito，1993年1月29日—），生于葡萄牙首都里斯本，葡萄牙女子網球選手，单打最高世界排名第76。
自從她在2008年獲得香港網球贊助人協會舉辦"JB Group Classic 2008"的「網球大使」一職後，開始不斷進步。
2009年法国网球公开赛，她在比赛中贯穿全场且高达121分贝的疯狂震天超级“河东母狮”使得她“一喊成名”，同时也引发许多人关于当今女网吼叫派风格泛滥的争议。
自成名以来她常常公开表示，她最佩服的男子网球选手是纳达尔，以及非常敬佩同胞著名葡萄牙足球明星C罗。

## 外部連結
- 米雪·拉莎·迪·比圖的国际女子网球协会官方資料（英文）
- 米雪·拉莎·迪·比圖的國際網球總會 職業／青少年 官方資料（英文）
- Fed Cup - Player profile - Michelle LARCHER DE BRITO (POR) （页面存档备份，存于）
- The site of the futur World's Number One tennis woman (I hope) - Michelle Larcher de Brito
- The Official Fans Website of Michelle Larcher de Brito（英語及葡萄牙語）